# Київська АТЕЦ
Київська атомна електростанція/теплоелектроцентраль (Київська АЕС/АТЕЦ) — планована атомна електростанція в Україні. Вона мала бути розташована поблизу нині неіснуючого села Оташів в Київській області, що зробило б її третьою АЕС у Київській області після Чорнобильської АЕС-II. Водночас електростанція мала забезпечити теплом сусідні міста. Проект електростанції був скасований у 1986 році після аварії на Чорнобильській АЕС. Проектуванням станції займався Київенергопроект.

## Історія та технічна інформація
Вперше про електростанцію заговорили на початку 1980-х років. Причина будівництва атомної електростанції з відбором тепла полягає в тому, що захід Радянського Союзу перебував у гіршому становищі, ніж Урал і східні регіони щодо забезпечення традиційним паливом. Щоб зберегти це паливо, було запропоновано виробляти тепло та електроенергію за допомогою атомних електростанцій, для роботи яких потрібен уран.
Передбачалося встановити два реактори ВВЕР-1000 зі спеціальною турбіною, яка дозволить відбирати тепло з пари для теплопостачання прилеглих міст Київської області по трубопроводах. Обидва реактори повинні були мати загальну електричну потужність 950 МВт і чисту 900 МВт. Електроенергія в цих типах реакторів мала бути лише побічним продуктом, але не незначним.
Київська атомна електростанція мала стати третьою комерційною атомною електростанцією на Київщині. Її будівництво, ймовірно, мало відбуватися паралельно з будівництвом Чорнобильської атомної електростанції II, але обидва ці проекти не просувалися значно, тому це твердження викликає сумніви.

### Скасування проекту
Однак проект АЕС так і не просунувся вперед, оскільки в квітні 1986 року сталася аварія на Чорнобильській АЕС і ставлення до атомної енергетики в Радянському Союзі та за його межами дуже швидко змінилося. Крім того, електростанція була занадто близько до забрудненої території. Крім того, наприкінці 1980-х років країна переживала серйозні економічні проблеми. З цієї причини в 1986 році було скасовано проект теплової атомної електростанції в Київській області, а також аналогічні проекти, такі як Мінська АЕС і Свердловська АЕС, які були скасовані наприкінці 1980-х років.

## Інформація про реактори
| Реактор | Тип реактора | Продуктивність | Продуктивність | Початок будівництва                     | Підключення до мережі                   | Введення в експлуатацію                 | Закриття |
| Реактор | Тип реактора | Нетто          | Брутто         | Початок будівництва                     | Підключення до мережі                   | Введення в експлуатацію                 | Закриття |
| ------- | ------------ | -------------- | -------------- | --------------------------------------- | --------------------------------------- | --------------------------------------- | -------- |
| Київ-1  | ВВЕР-1000    | 900 MW         | 950 MW         | План будівництва скасований у 1986 році | План будівництва скасований у 1986 році | План будівництва скасований у 1986 році |          |
| Київ-2  | ВВЕР-1000    | 900 MW         | 950 MW         | План будівництва скасований у 1986 році | План будівництва скасований у 1986 році | План будівництва скасований у 1986 році |          |